# Подврсте птица певачица
Ред птица певачица (лат. Passeriformes) обухвата око 14000 подврста: